# Francis Bee
Francis Bee (geboren 1962 in Hannover) ist eine deutsche Krimiautorin und Fotografin.

## Leben
Nach dem Besuch der Schule durchlief Francis Bee eine Ausbildung zur Kartographin und wechselte anschließend zur Photogrammetrie.

## Werke
- Kriminalromane:
  - Der Regisseur, Berlin: Lehmanns, 2013, ISBN 978-3-86541-535-6
  - Verlogen, Berlin: Lehmanns, 2013, ISBN 978-3-86541-719-0
  - Zerrissen, Berlin: Lehmanns media, 2019, ISBN 978-3-86541-975-0 und ISBN 3-86541-975-5
- Kalender:
  - Antrim, rings um Giant´s Causeway, 1. Auflage 2016, Unterhaching: Calvendo, 2016, ISBN 9783664840434 und ISBN  9783664840441 und ISBN 9783664840458; Inhaltstext
  - Belfast, 2. Ausgabe, Unterhaching: Calvendo, 2016, ISBN 9783665469986 und ISBN 9783665469993; Inhaltstext